# 四畳半王国見聞録
『四畳半王国見聞録』（よじょうはんおうこくけんぶんろく）は、森見登美彦による短編小説集。

## 概要
本作は京都を舞台に、森見作品に頻出する四畳半を軸にした7編から成る短編小説集で、森見の別作品からの登場人物とおぼしき人物が数多く登場する。

『ユリイカ』（青土社）2006年2月号に掲載された1編、『小説新潮』（新潮社）2007年7月号から2010年3号にかけて掲載された3編、『yom yom』（新潮社） vol.9（2008年12月号）から vol.17（2010年10月号）にかけて掲載された3編を収録し、加筆・修正のうえ新潮社より2011年1月28日に単行本が刊行された。2013年6月26日には新潮文庫版が刊行された。

## 制作背景
タイトルから『四畳半神話大系』の続編であるように思われるが、森見は「『四畳半神話大系』の活動漫画化に伴う知名度上昇を有利に活用しようとしているのだ。四畳半がしきりに出てくる以外、ほとんど関連はない」と単行本の刊行当時言及している。しかしこのコメントについて、後に自著を解説したエッセイで不適切であったと謝罪している。

収録作「グッド・バイ」は太宰治の同名小説を下敷きとしている。

## あらすじ

### 四畳半王国建国史
法然院学生ハイツの一室に、四畳半王国と名付けられた空間が誕生する。そこは本棚に詰まった書物や鉄道模型、地球儀、招き猫、怪獣人形、パソコン、猥褻物などが国土を構成する無限の広がりを持つ王国であり、鉢巻以外は全裸という恰好で王として君臨するのは余ただ一人である。
余がこの王国を築くまでには多くの苦難があった。大学生活において人間関係に疲れ果て、人間関係研究会をも離脱した余は、外界との関わりを断ち、この四畳半の空間に自らの王国を築くことを決意する。狭い空間ながらも、その壁や天井、床にまで開拓の手を広げ、王国の発展に努める。
しかし、法然院学生ハイツには、夜な夜な咆哮する住人や、謎の鉄管を叩く音が響き、屋上の大砲が「どおぼん」と大きな音を立て火を噴く。この環境の中で、天井、壁、床を制した余は三次元空間というフロンティアを工夫と妄想で拡張していく。
余は精神の貴族としてさらなる繁栄を求め、日々新たな建国計画を練り続ける。余に対峙するものに要求される態度は賛美するか、無視するか、だ。

### 蝸牛の角
京都の古びたアパート下鴨幽水荘で、浴衣姿のヌシ・樋口と3人の学生（私、小津、乙女）が饅頭を食べながら「阿呆神」について語り合う。「私」が歯痛を訴えると、樋口は歯痛を取り除くよう阿呆神に電話をかける。乙女が「私」の親不知を覗き込むと鞍馬の山々のように見え始める。
その鞍馬山では遭難した詭弁論部の芽野史郎が猪と遭遇し、猪の鼻息で揺れる笹の葉の上の蝸牛の角、忘年会の幹事を押し付けられた図書館警察の学生、丹波が女性とねんごろとの噂に嫉妬する大日本凡人會、シュレディンガーの猫、教授に再試験を願う学生、ヤモリの足裏、鴨川デルタで説法する丹波へと繋がる。
やがて樋口の馴れ馴れしい電話に怒る阿呆神のダンスが丹波のマンドリンを響かせ、ヤモリが淀川教授に落下し、それを取り払った学生は再試験が認められる。教授の研究室に入った学生の恋の予感に猫が首を振ると、大日本凡人會の前に蛍が現れ、心洗われた彼らは阿呆神の祠に焼酎入りのどんぶりをお供えする。
それに呼応し男の器がどんぶり大に変わった図書館警察の学生は吹っ切れ、大忘年会実行委員会を起ち上げ京都中を巻き込む騒動へと発展する。この騒動に蝸牛は猪の鼻の上に落下し、驚いた猪に芽野は追いかけられるが貴船口へ逃げ延び、涼風を感じる。その涼風に、親不知の「私」の歯痛は和らぐのであった。

### 真夏のブリーフ
真夏の午前10時、芹名、芽野、柊らとの徹夜の鍋パーティ明けの鈴木は三浦からの電話で起こされる。三浦は、マンションの裏地に黄色地に紫の水玉模様のブリーフ一丁の男が日傘をさして立っていると緊急事態を報告し、鈴木は渋々様子を見に行くことになる。
三浦は詭弁論部の掲示板に事件のことを書き込む。その後、後輩の楓からカフェ・進々堂で待ち合わせする柊が来ないと連絡を受け、同じマンションの4階に住む柊の部屋を訪ねる。部屋から話し声が聞こえ三浦は柊の浮気を疑うが、額に「excelsior」と書かれた坊主頭の柊が現れる。柊は昨夜の記憶がないという。
眠気で朦朧とする鈴木は途中に知恩寺で力尽きる。雨が降る中、鈴木は研究室の先輩・桃谷に遭遇するが、傘に入れてもらえず雨宿りを続ける。桃谷は一乗寺月見荘に帰宅後、ベランダで黄色地に紫の水玉模様のブリーフ一丁になり、立ち尽くす。一方、楓は知恩寺で鈴木に会い、柊が呟く謎の寝言について相談する。
芹名は柊と進々堂で再会し、自分がなぜ坊主頭になったのか柊から質問され、楓の謎の寝言についても相談される。やがて、芽野と芹名がカフェ・コレクションで食事中、柊と楓の寝言をつなぎ合わせると二人でいちゃつく会話になることが明らかになる。芹名は煙草の煙を天井に吹き「excelsior!」と呟く。

### 大日本凡人會
大日本凡人會は、非凡な能力を持ちながらも凡人を目指す人々の集まりである。数学的証明で物質を具現化する「数学氏」、桃色映像のモザイクを取り除く「モザイク先輩」、落ち込むと物を凹ませる「凹氏」、他人の思念を読み取る「丹波」、そして誰にも存在を感知されない「無名君」がいる。
彼らは奇異の目で見られるその能力を、世間のために使うことをやめようと誓っていたが、ある日、無名君が大日本凡人會の名で『一日一善』運動を行っていることが発覚する。彼は自身の存在証明をするために能力を使っていたが、仲間たちの説得に応じなかったことから、ついに除名される。
12月、数学氏は数学的に恋人の存在を証明し、その女性・初音と出会う。映画サークルに所属する彼女は、誰もが眠らずにはいられない作品を作る人物だった。だが初音は自分は数学氏の恋人ではないと否定し、証明以前から存在する矛盾を指摘、特殊能力で私を降参させなければ凡人會を認めないと挑発する。
そこで凡人會は特殊能力で初音に挑むが、なぜか返り討ちに遭う。クリスマスイブ、凡人會は力を結集し降伏の証に初音が望む雪を鴨川デルタに降らすと、無名君が現れる。初音の恋人だった無名君は凡人會を妨害していたと明かし、凡人會は彼が提案する初音の入会と『一日一善』運動を受け入れ、和睦する。

### 四畳半統括委員会
上松康平は、「世界四畳半化計画」を推し進める四畳半統括委員会から身を隠すため、芽野たちとの鍋パーティへの参加を見送る。大学では新入生向けのパンフレットで四畳半統括委員会に関する注意喚起が行われ、ブログでは北白川天神での目撃情報が拡散されるが、2時間後には削除される。
図書館警察が起ち上げた「『四畳半統括委員会』対策委員会」では議論が交わされ、「ペコちゃんの憂鬱」や「もんどりダンス」といった奇妙な儀式の存在が取り沙汰される。一方、大学には四畳半統括委員会への抗議のビラが大量に貼られ、反対派の動きが確認される。
上松からの手紙を受け取った芽野は、四畳半統括委員会の実態を確かめるべく、芹名に相談する。すると芹名は、その組織は彼が文化人類学のフィールドワークの一環として創作し流布した架空の組織だと告げる。これまでの騒動が虚構に基づいたものと知り、芽野は混乱する。
しかし『豆太郎通信』には元四畳半統括委員会の委員を名乗る男のインタビューが掲載され、鈴木と三浦の会話では、鈴木が彼女とのデートの約束を破った理由として四畳半統括委員会の任務に従事したためと打ち明けるなど、四畳半統括委員会が現実に存在するのかどうか曖昧な余韻を残し物語は幕を閉じる。

### グッド・バイ
俺は大学を辞め、京都を去る決意をする。その前に友人たちに別れを告げるため、京都のあちこちを訪ね歩く。銀閣寺門前の土産屋でバイトする人間関係研究会の三浦さん、次に北白川別当の喫茶店では、詭弁論部の芽野、芹名や居合わせた鈴木に挨拶する。さらに、東鞍馬口通のマンションでは映画サークル「みそぎ」の初音さん、理学部植物園裏のアパートではマンドリン辻説法をしていた丹波、そして出町柳商店街では人間関係研究会の後輩・楓さんと会う。
俺は友人たちが、感傷的な別れの言葉をかけてくれるのではないかと期待していたが、どの友人も驚くほどあっさりとした対応を見せる。別れの場面は淡白で、特に涙や惜別の言葉もなく、楓さんに至っては逃げられてしまう。そのそっけなさに俺は拍子抜けする。
別れの挨拶を終えた後、俺はふと立ち寄った飲み屋で酒を呑みながら、本当は京都を去るつもりはないことを独白する。自分が京都を離れると言ったのは、友人たちがどれほど自分を愛しているか試すための嘘だったのだ。しかし、その期待に反して、誰も特に感傷的な反応を示さず虚しさを感じる。
俺はみんなのそっけなさの理由について思いを巡らせ、彼らは実は秘密の送別会を計画して、隠していたのではないかと考え始める。しかし、そこで阿保神と奇妙な出会いを遂げ、友人たちが送別会を開く気配を感じるも俺は寒く暗い鴨川へと向かい、「皆さんサヨナラ」と別れを告げるのだった。

### 四畳半王国開国史
余は北白川天神の境内で偶然、一冊の手帳「四畳半手帳」を拾う。そこには「四畳半統括委員会」と記されており、余はこの手帳をきっかけに、自らの住む「法然院学生ハイツ」の四畳半の部屋を王国として開拓することを決意する。
そんな中、屋上で「阿呆神」を祀る祠を見つけ、そこで数学氏と遭遇する。数学氏を部屋に招いたことで、深夜に鉄管が鳴る謎の音の正体が、数学氏が数学的興奮のあまり奏でていたものであると判明する。この音を聞くたびに余は喜びを覚えるようになる。
そしてついに余は、阿呆神の住む四畳半にたどり着く。そこでは、ブリーフ一丁で玉子丼を食べる阿呆神が、次の阿呆神となるべき後継者を探していた。阿呆神は余に白羽の矢を立て、後継者にしようとする。
しかしその時、鉄管の音が鳴り響き、余は四畳半王国へと帰還する。再び数学氏と再会し、余は四畳半の世界こそが自らの全てであり、そこから出る必要はないと悟る。「皆さんコンニチワ」こうして余は正式に四畳半王国の開国を宣言するのだった。

## 登場人物
四畳半王国建国史 / 四畳半王国開国史
余
四畳半王国に君臨する主。法然院学生ハイツの一階、「コ」の字の上辺中の部屋に住む学生。
シュレディンガー方程式に対する挫折から、大学生活をこじらせて四畳半王国の建国に至った。
国土である四畳半の壁や天井をはじめとした拡張に取り組み続け、豊饒な己の世界を手にしようと奮闘している。
蝸牛の角
浴衣の男 / 樋口
下鴨幽水荘に暮らす、薄汚れた浴衣を着て無精髭を生やした正体不明の男。『四畳半神話大系』の登場人物とおぼしき人物。
ぬらりひょん / 小津
万物を小ばかにするような妖怪めいた薄笑いを浮かべた青年。『四畳半神話大系』の登場人物とおぼしき人物。
図書館警察・個人情報企画室長として会議を取り仕切る一面もある。
文学青年風の男
親不知の痛みを訴えながらも、小津と饅頭を口に詰め込みあっている。『四畳半神話大系』の登場人物とおぼしき人物。
乙女
理性的な眉をした黒髪の乙女。『四畳半神話大系』の登場人物とおぼしき人物。
雑多な四畳半空間で妖怪のような男に囲まれながらも、黙々と饅頭をほおばっている。
芽野 士郎
詭弁論部に所属する学生。『【新釈】走れメロス 他四篇』の登場人物とおぼしき人物。
丹波の助言を受け鞍馬山へと修行に繰り出すが、あえなく遭難する。
「真夏のブリーフ」では彼の下宿する一乗寺月見荘の四畳半で徹夜の鮨詰め鍋パーティが開催される。
丹波
大日本凡人會の會員。マンドリン辻説法と称し、鴨川デルタの突端で人生論を説く。
他の人間の心に入り込み思念を読み取る能力があり、説法を通して迷える学生たちを更に迷わせる。
『恋文の技術』に登場する谷口と同じく、般若心経が貼られたマンドリンを所持している。
図書館警察の学生
黒谷の四畳半アパートに住む学生。図書館警察忘年会の幹事を押し付けられ途方に暮れる。
淀川教授
大学で栄養学を教えるかたわら、世界各地の美味いもの探しの調査を遂行する教授。『有頂天家族』の登場人物とおぼしき人物。
異様な狸好きで「狸教授」との異名をとる。ヤモリなどの小さな爬虫類が大の苦手。
真夏のブリーフ
芹名 雄一
詭弁論部に所属する学生。『【新釈】走れメロス 他四篇』の登場人物とおぼしき人物。
詭弁論部で共有している連絡用の掲示板への書き込みと、ラテン語を弄することを趣味としている。眼鏡をかけている。
三浦
人間関係研究会に所属する女学生。研究室は淀川研究室で鈴木と同じ。一乗寺月見荘の裏手にあるマンションに住む。
雑誌の写真をスクラップ帳にまとめるのが趣味。毒舌でぐうたら。銀閣寺門前のお土産やさんでバイトをしている。
鈴木
詭弁論部に所属する学生。芽野や芹名の先輩。研究室は淀川研究室で三浦さんと同じ。
はっきりした自覚はないが、同じ研究室の三浦さんが気になっている。しかし、詭弁論部の後輩からは彼女の奴隷と言われている。
楓
人間関係研究会に所属する女学生。三浦さんの後輩。柊と付き合っている。
物静かでおしとやかなお嬢様風の学生だが、血みどろ恐怖映画に詳しい。
柊
詭弁論部に所属する学生。芽野や芹名の後輩。楓さんと付き合っている。三浦さんと同じマンションに住む。
鮨詰め鍋パーティの翌日に坊主頭になっているが、泥酔してパーティ当夜の記憶がまったくない。
桃谷
淀川研究室に在籍する学生。博士課程まで修了している。一乗寺月見荘の中でも最古参の住人。
大日本凡人會
数学氏
大日本凡人會の會員。数学をこよなく愛し、独自の妄想的数学証明によって物質を具現化させる能力を持つ。
その証明はもはや魔境の地に達しており、「プロジェクトSHIBA」により百万遍交差点北東角に柴犬を出現させることに成功している。
証明の集大成として、ついに彼女の存在証明に成功したと思われたが、事態は予想だにしない方向に進む。
モザイク先輩
大日本凡人會の會員。會の最年長で、大学院生。桃色映像のモザイクを取り除き具現化し、さらには移し替える能力を持つ。
凹氏
大日本凡人會の會員。精神的に落ち込んだ時に、近くの空間を物理的に凹ませる能力を持つ。
無名君
大日本凡人會の會員。會の最年少で新入り。存在に気づいてもらえないという能力を持ち、すべての卒業写真に写り損ねた。
彼が映りこんだ学生自主制作映画がきっかけで、大日本凡人會に不和が訪れる。
初音
映画サークル「みそぎ」に所属する学生。日ごろからあちこちで撮影しているが、彼女の映画を見た観客は全員眠り込んでしまう。
四畳半統括委員会
上松 康平
芽野の友人。「四畳半統括委員会」から狙われているため鍋パーティへの参加を見送り、そのことを芽野に謝罪する手紙をN君に託し姿を消す。
高野
上松の友人。こぎれいなワンルームマンションに住んでいる。
加藤
図書館警察内に起ち上げられた「『四畳半統括委員会』対策委員会」の前委員長。
「もう四畳半でお腹いっぱいいっぱいだなあ僕は」と呟き、鯖街道に逃亡する。
相島、西向、柏原、神山、高橋、廣松
「『四畳半統括委員会』対策委員会」の事務局。相島を新任の委員長に選任し、対策強化に委員会メンバーの増強を決める。
グッド・バイ
俺
人間関係研究会に所属する学生。元詭弁論部。大学を辞め京都を去る決意をし、その前に友人たちに別れを告げるため、京都のあちこちを訪ね歩く。

## 用語
法然院学生ハイツ
京都府東山のふもとに位置する、巨大な「コ」の字形をした鉄筋コンクリート三階建ての建物。学生紛争時代に建造されたとされ、廃墟のごとく暗く、荒涼とした雰囲気になっている。玄関を出てすぐに、哲学の道が広がっていることがうかがえる。各部屋は太い鉄管によって貫かれており、ときどきカンカンと何者かが叩く音が建物中に響き渡ったり、夜な夜などこかの住民が彷徨する声が響いたりする。また、屋上には阿呆神を祀る祠があり、さまざまな阿呆学生たちが日々供物をささげている。
阿呆神
全宇宙の四畳半を遍く支配する存在であり、すべての阿呆学生を統べる神。黄色地に紫色の水玉模様のブリーフ一丁の姿で、へんてこな踊りを繰り返す。万年床、書棚と机、および簡易冷蔵庫と電熱器からなる四次元的四畳半を住処とする。飯時になれば玉子丼を作る。
大日本凡人會
凡人を目指す非凡人の集い。特殊能力を持ちながらも、その能力を決して世のため人のために使わない信条のもと、法然院学生ハイツにて定期的に会合を開く。
ともにマンドリン同好会を追い出された丹波氏と数学氏により設立された。
四畳半統括委員会
「世界を四畳半化する」ことや「阿呆神の信仰」を目的とする組織。委員たちは「四畳半手帳」と呼ばれる正方形の手帳を持ち歩く。「もんどりダンス」「ペコちゃんの憂鬱」といった謎のネーミングの儀式が存在するといった情報があるが、その組織の実在の真偽すら定かではなく、その実態は謎に包まれている。
下鴨幽水荘
下鴨神社の東に位置する、築年数も定かではないほどの古アパート。森見の田作品『四畳半神話大系』や『聖なる怠け者の冒険』にも登場する。

## 書誌情報
- 単行本：新潮社、2011年1月28日発売、ISBN 978-4-10-464503-9
- 文庫本：新潮文庫、2013年6月26日発売、ISBN 978-4-10-129053-9[1]

| タイトル         | 初出                               | 備考                     |
| ---------------- | ---------------------------------- | ------------------------ |
| 四畳半王国建国史 | 『ユリイカ』2006年2月号            | 「四畳半国開拓使」を改題 |
| 蝸牛の角         | 『小説新潮』2007年7月号            |                          |
| 真夏のブリーフ   | 『小説新潮』2008年9月号            | 「真夏の人々」を改題     |
| 大日本凡人會     | 『yom yom』 vol.09（2008年12月号） |                          |
| 四畳半統括委員会 | 『yom yom』 vol.14（2010年03月号） |                          |
| グッド・バイ     | 『小説新潮』2010年3号              |                          |
| 四畳半王国開国史 | 『yom yom』 vol.17（2010年10月号） | 「四畳半国開国史」を改題 |